# Washington Square Park
Washington Square Park è uno dei più conosciuti parchi pubblici di New York degli oltre 1900 presenti in città, noto luogo di incontro e centro di attività culturali. Esteso 39.500 m², è un'attrazione di Manhattan, nel quartiere del Greenwich Village. Il parco viene curato dal New York City Department of Parks and Recreation.
Spazio aperto con una tradizione di non conformità, la zona della fontana è stata a lungo uno dei luoghi più popolari della città per i residenti e turisti. La maggior parte degli edifici che circondano il parco ora appartengono alla New York University. Alcuni edifici sono stati costruiti da NYU, altri sono stati convertiti dai loro impieghi in edifici residenziali e accademici. L'università affitta il parco per le cerimonie di laurea dei suoi studenti, e usa l'Arco di Trionfo come proprio simbolo. Anche se la NYU considera il parco come cortile del proprio campus, Washington Square rimane un parco pubblico.

## Descrizione

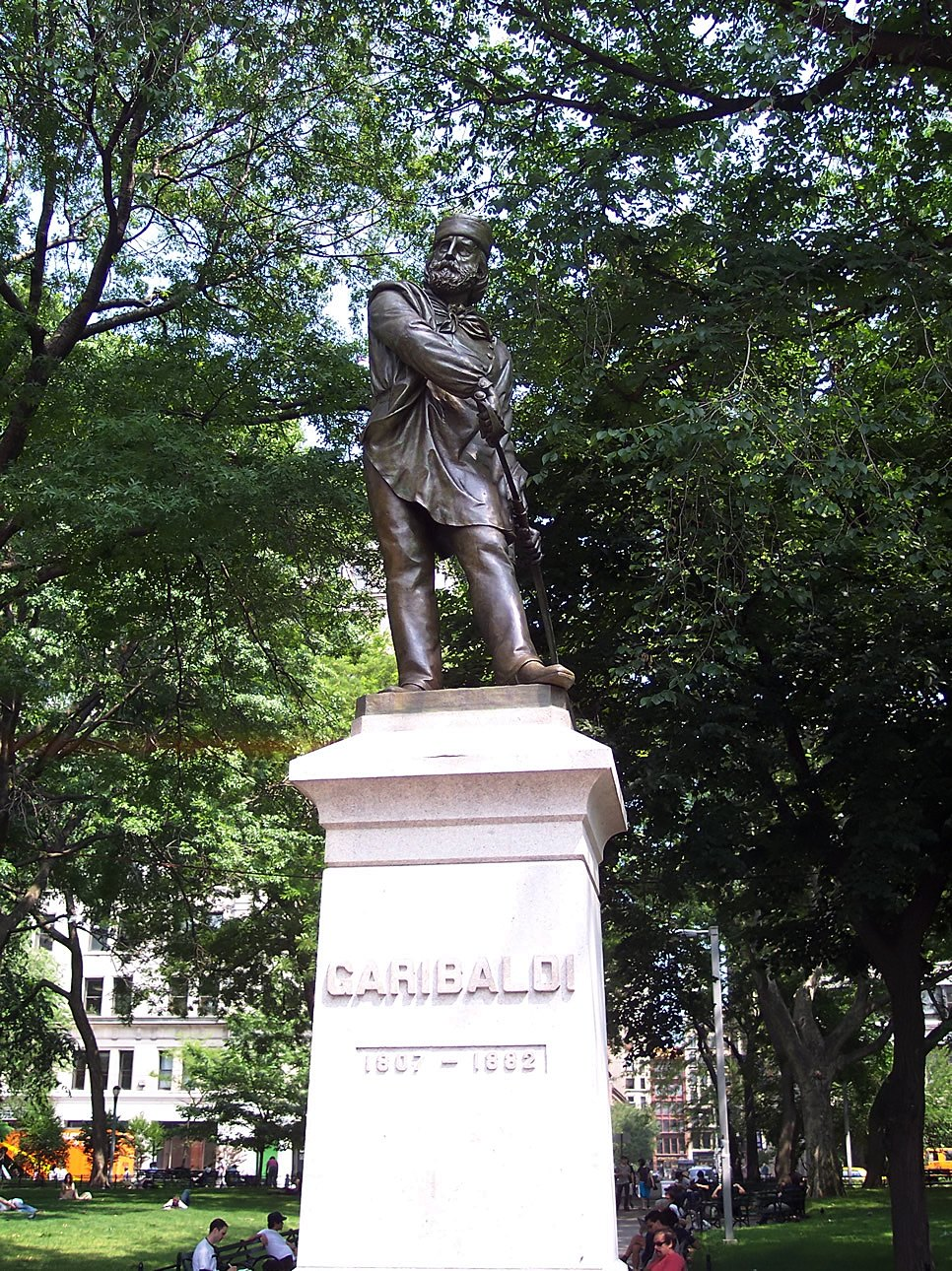
la statua a Garibaldi

Situato all'inizio della Fifth Avenue, il parco è delimitato dalla Washington Square North (Waverly Place est e ovest del parco), Washington Square East (dove sorge l'università a nord del parco), Washington Square South (West 4th Street est e a ovest del parco), e Washington Square West (MacDougal Street nord e sud del parco).
Pur contenendo parecchi tipi di fiori e alberi, solo una piccola porzione di esso è adibito ad area verde; buona parte infatti è pavimentata.
due attrazioni principali del parco sono l'Arco di Washington e una grande fontana. Questo parco comprende aree giochi per i bambini, alberi e giardini, sentieri per passeggiare, panchine, area attrezzata per giochi come Scacchi e scarabeo, tavoli da pic-nic, e diverse statue commemorative.
I monumenti includono: una statua di George Washington, un'altra dedicata a Giuseppe Garibaldi, e una ad Alexander Lyman Holley, un talentuoso ingegnere che aiutò la nascente industria siderurgica americana con l'invenzione del Processo Bessemer per la produzione di massa dell'acciaio.
Il New York City Police Department ha videocamere di sicurezza nel parco.